# 平头柯
平头柯（学名：Lithocarpus tabularis）是壳斗科柯属的植物，是中国的特有植物。分布于中国大陆的云南等地，生长于海拔1,500米的地区，多生长于山地常绿阔叶林中，目前尚未由人工引种栽培。

## 别名
平头石栎